# José A. Parra del Riego
José Antonio Parra del Riego fue un político peruano.
Fue Alcalde de Huancayo entre 1938 y 1939. En los años 1940 fue Prefecto de Puno durante el primer gobierno de Manuel Prado Ugarteche. Fue elegido diputado por Junín en las Elecciones de 1950 en los que salió elegido el General Manuel A. Odría quien ejercía el poder desde 1948 cuando encabezó un golpe de Estado contra el presidente José Luis Bustamante y Rivero.